# Albert Robin

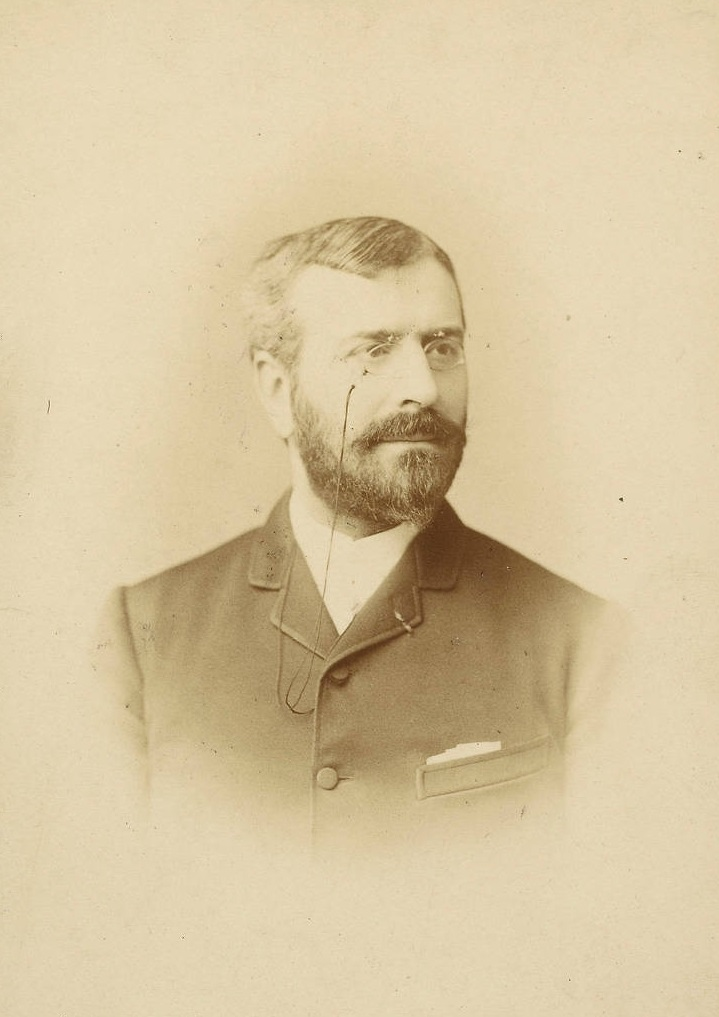
Albert Robin,
Fotografie von Alphonse Liebert

Édouard Charles Albert Robin (* 19. September 1847 in Dijon; † 24. September 1928 in Castel-Montigny) war ein französischer Arzt, Kunstsammler und Mäzen.

## Leben
Der aus Dijon stammende Albert Robin gehörte Ende des 19. Jahrhunderts zu den angesehenen Ärzten von Paris. Er spezialisierte sich auf die inneren Organe Magen, Leber und Niere und war ein renommierter Histologe. 1883 erhielt er seine Ernennung zum Professor der Faculté de médecine der alten Universität von Paris, 1887 wurde er in die Académie de Médecine gewählt. Er veröffentlichte verschiedene Abhandlungen zur medizinischen Therapie. Besonders befasste er sich mit der Dyspepsie, die er unter anderem auch mit Ammoniumfluorid und Calciumfluorid als Enzymhemmer behandelte.
Zu seinen berühmten Patienten gehörten die Schriftsteller Auguste de Villiers de L’Isle-Adam, Paul Bourget und Stéphane Mallarmé. 
Octave Mirbeau widmete dem Arzt seinen 1913 erschienenen Roman Dingo in Dankbarkeit „Au Professeur Albert Robin“. Darüber hinaus gehörte der Mediziner Adrien Proust, der Vater des Schriftstellers Marcel Proust, zu seinem Freundeskreis. Robin verkehrte im Salon der Kunstsammlerin Marguerite Charpentier und war mit den Kurtisanen Méry Laurent und Liane de Pougy befreundet. Einige Zeit wohnte er in der Rue de Saint-Pétersbourg Nr. 4, im selben Haus wie der befreundete Maler Édouard Manet. Später bezog Robin eine Wohnung in der Pariser Rue Beaujon.
Neben der Literatur interessierte sich Robin vor allem für die Malerei. Er baute eine Sammlung impressionistischer Kunst auf und erwarb mehrere Werke von Édouard Manet. Hierzu gehörten beispielsweise die Gemälde Nana (heute Hamburger Kunsthalle), Vor dem Spiegel (Solomon R. Guggenheim Museum), Die Wienerin Irma Brunner (Musée d’Orsay) und Sängerin im Café-concert (Privatsammlung). Während er Teile der Kunstsammlung wieder verkaufte, vermachte er einen Kernbestand dem Musée des Beaux-Arts in seiner Heimatstadt Dijon. Hierzu gehörten je ein Werk von Ary Scheffer und Élisabeth Vigée-Lebrun sowie die Gemälde Saint-Mammès-sur-le-Loing von Alfred Sisley und Étretat, la Porte d’Aval von Claude Monet. Hinzu kamen von Édouard Manet das Gemälde Gartenallee in Rueil, die Pastelle Méry Laurent mit schwarzem Hut und Modèle du Bar aux Folies–Bergère (Suzon) sowie mehrere Zeichnungen. Nach dem Tod von Albert Robin 1928 übergab sein Sohn André Robin diese Sammlung dem Museum, das diese Bilder seit 1930 offiziell in seinem Bestand hat. Später erwarb das Musée des Beaux-Arts in Dijon ein Gemälde Portrait Albert Robin von Marcellin Desboutin.

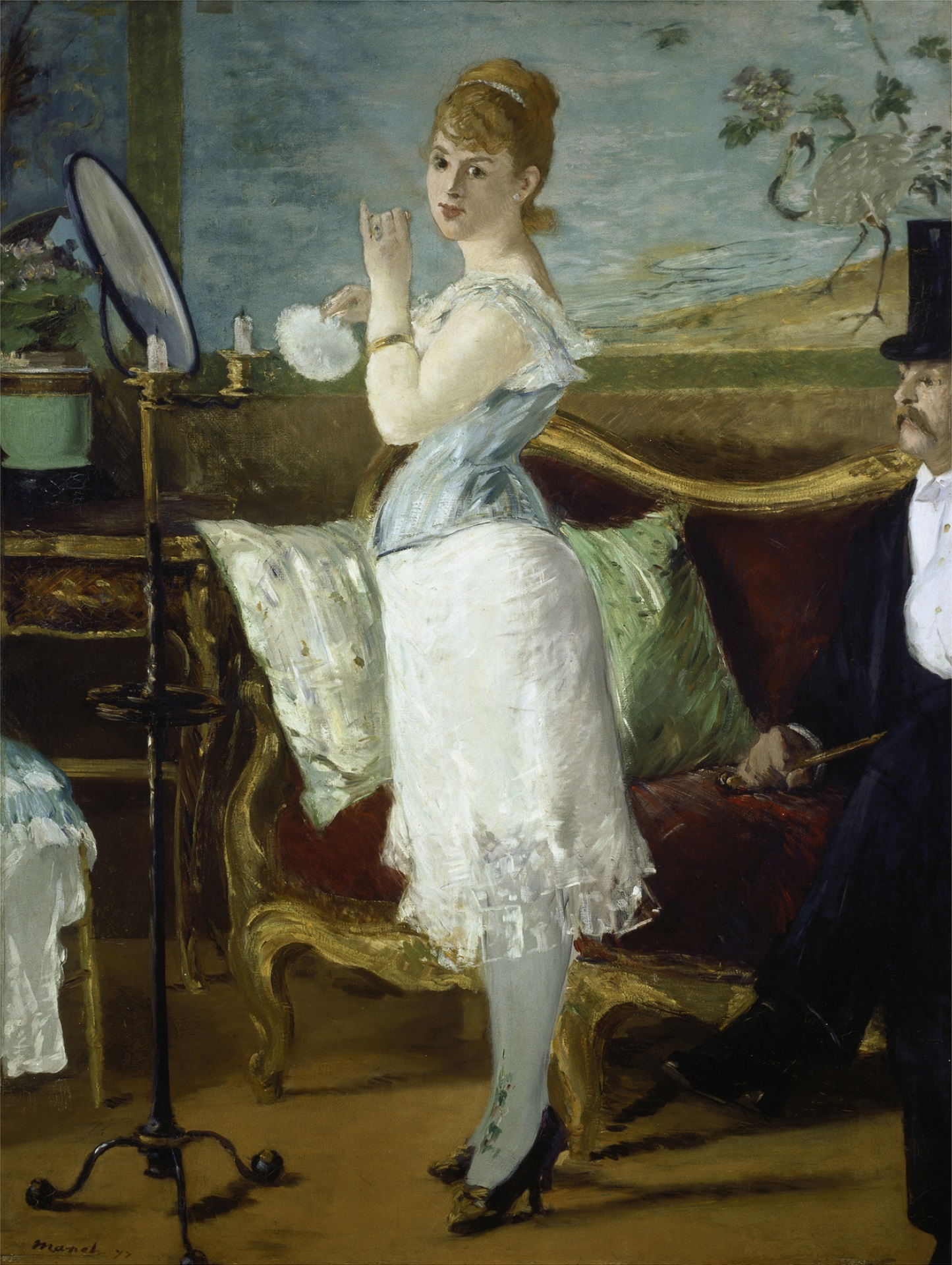
Édouard Manet: Nana, 1877
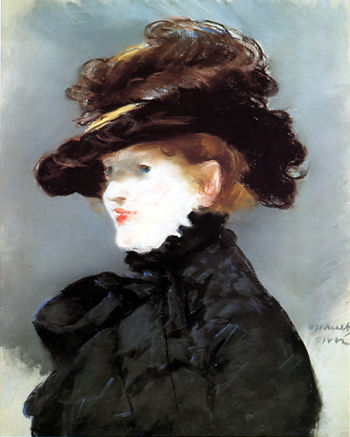
Édouard Manet: Mery Laurent mit schwarzem Hut, 1882
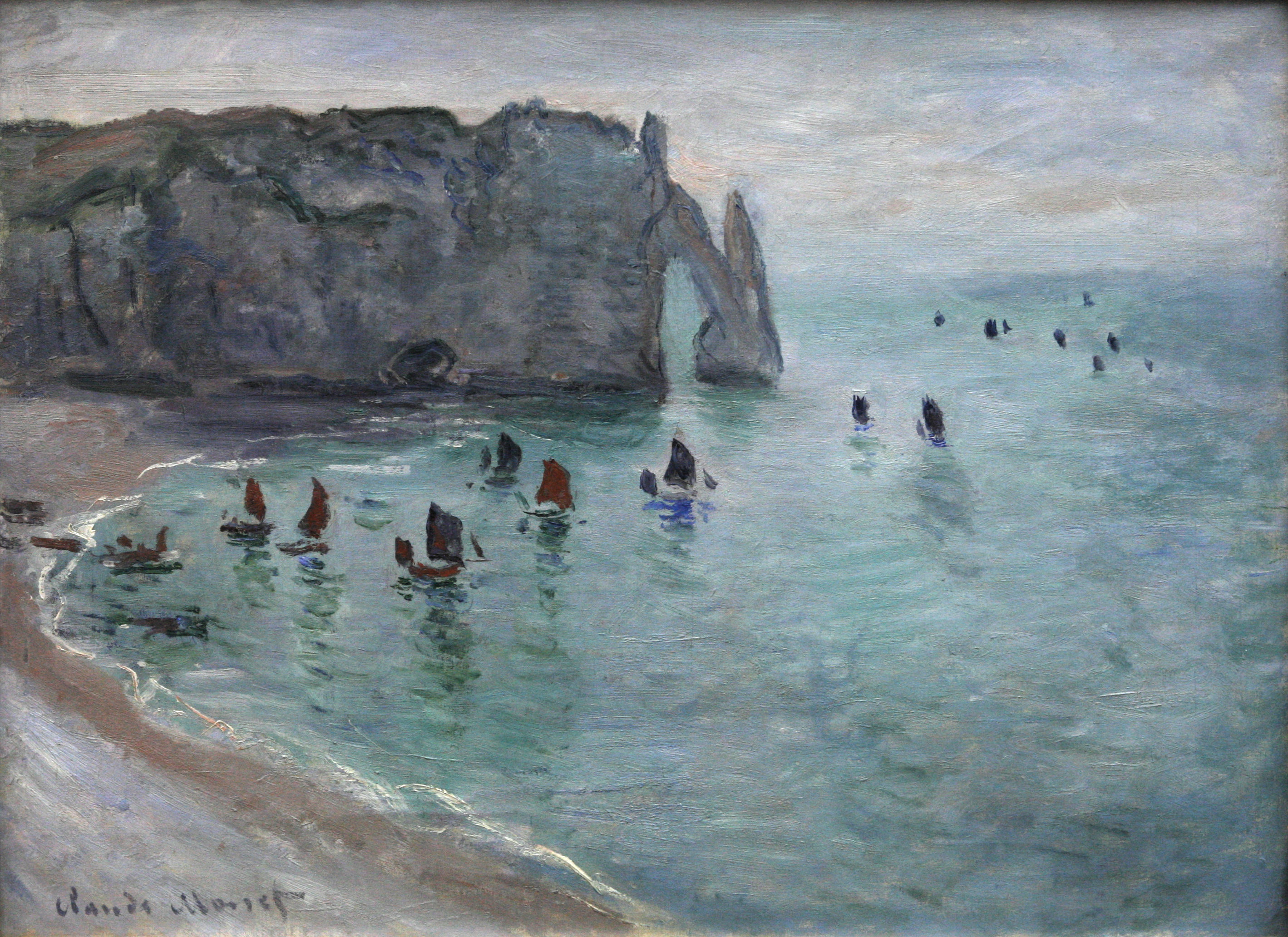
Claude Monet: Étretat, la Porte d’Aval, um 1885
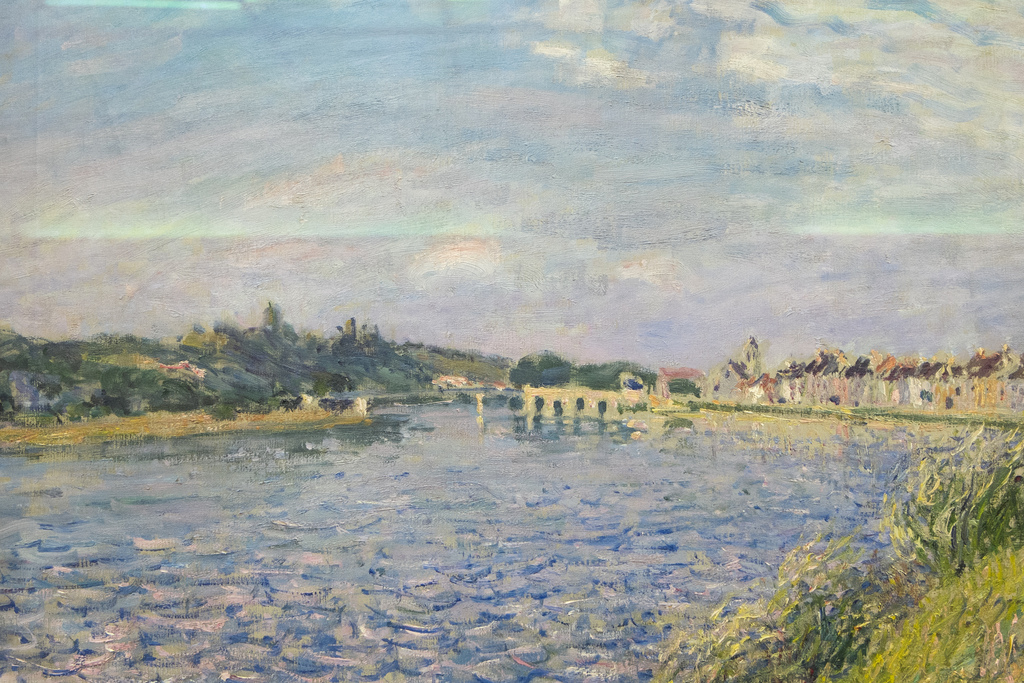
Alfred Sisley: Saint-Mammès sur le Loing, 1886

## Veröffentlichungen (Auswahl)
- Des troubles oculaires dans les maladies de l’encéphale, Paris 1880
- Des affections cérébrales consécutives aux lésions non traumatiques du rocher et de l'appareil auditif, 1883
- La technique de l’exploration gastrique : Le diagnostic et le traitement des dyspepsies, J. Rueff, Paris 1900
- Les retentissements des maladies de l’estomac sur les divers organes : Les réactions stomacales des maladies locales et générales, J. Rueff, Paris 1901
- Les maladies organiques de l'estomac, J. Rueff, Paris 1901
- Index Médical des principales Stations Thermales et Climatiques de France, J. Gainche, Paris 1903
- Traitement médicale des maladies des femmes, Vigot Frères, Paris 1909 (mit Paul Dalché als Coautor)
- Thérapeutique usuelle du praticien, Vigot Frères, Paris 1910